# 海達爾木板教堂

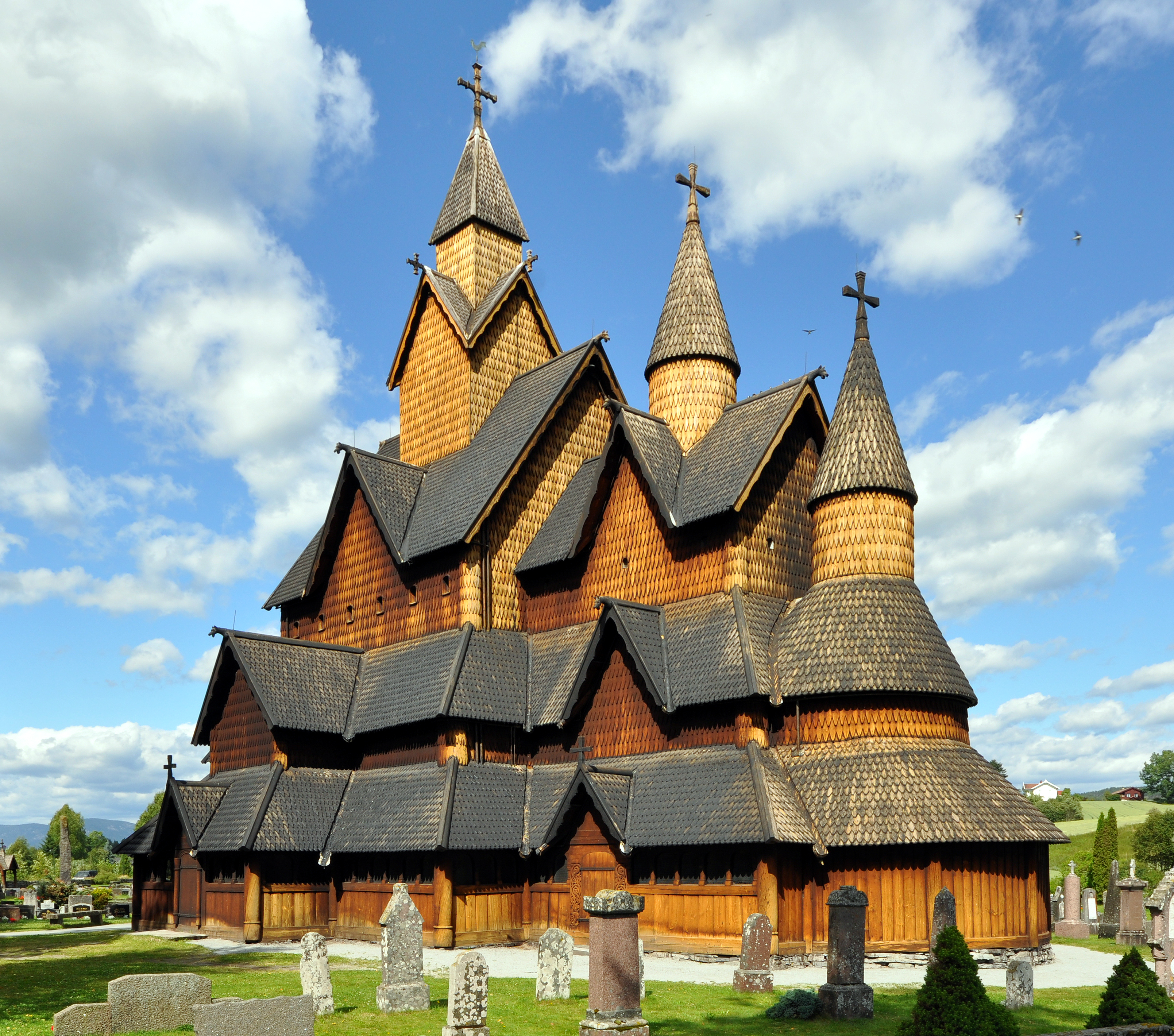
海達爾木板教堂

海達爾木板教堂（Heddal Stave Church）是位於挪威西福爾-泰勒馬克郡諾托登村莊海達爾的一座木板教堂。這座教堂是挪威現存的28座木板教堂中規模最大的一座。教堂被認為修建於13世紀初期。1950年代時，這座教堂得到翻新。

## 外部連結
- About Norwegian stave churches （页面存档备份，存于）
- Attraction information （页面存档备份，存于）